# 天使が消えていく
『天使が消えていく』（てんしがきえていく）は、夏樹静子の推理小説。また、それを原作とするテレビドラマ。
ある幼子に愛情を注ぐ女性新聞記者と、幼子の母親との対立を描いており、物語は終始2つの視点から交互に描かれ、それが次第に近接、交差、合致する。
第15回江戸川乱歩賞の最終候補に残り、森村誠一の「高層の死角」、大谷羊太郎の「虚妄の残影」とで争われた。結局森村が勝ったが、そのまま埋もれさすのには惜しいという選考委員の意見が一致して異例の刊行となった。その他、日本推理作家協会賞でも最終選考まで残っている。

## あらすじ
婦人会機関紙「婦人文化」記者である砂見亜紀子は、「かの女の姿勢」という福岡県下の様々な職場の第一線で活躍する女性を紹介する連載の取材で小児心臓病が専門の女医を訪ね、そこで生後3か月の心室中隔欠損の赤ちゃん・神崎ゆみ子と出会う。彼女の笑顔をまるで天使の微笑のように感じた亜紀子は、ゆみ子のことを記事にすることを決意。記事の効果もあり、謎の男からゆみ子の手術費に使ってほしいという寄付があり、無事に手術を受けられることになる。当日は気が気でなく亜紀子は病院に駆け付けるが、そんな日にすら病院にゆみ子の母親の姿はなかった。気になった亜紀子はゆみ子の自宅を訪れ、母・神崎志保との対面を果たすが、志保は手術ができるようになったきっかけを作った亜紀子に対して礼を言う素振りすら無いばかりか「ゆみ子の手術に興味はない」「帰れ！！」と激昂する始末で、亜紀子は落胆する。
無事に退院したゆみ子は志保と2人きりの生活を始める。退院してからも相変わらずの態度である志保に構わず、亜紀子は自宅までゆみ子の様子を定期的に見に行き続けるが、亜紀子にはひどい母親にしか見えない志保に対してゆみ子は精一杯手を伸ばして慕うようなそぶりを見せ、亜紀子はそれが不憫でならなかった。ある日、いつも通り2人の家の前まで来た亜紀子は部屋の中から志保が男にすがり、ゆみ子に対して「うるさい子だねぇ！」と張り上げる声を聞く。以前、ゆみ子のことを「産みたくて産んだわけじゃない」「男の言う通り産んだのに、血が繋がっていないとわかると捨てられた」と言っていたことから、その男がゆみ子の本当の父親なのではないかと考えたが、すぐ去ってしまったため顔もよく見えず、真相はわからなかった。
それからも、部屋に入ると志保が小さい包丁を持ってゆみ子の前にいたり、志保の元に出入りする保険屋から、志保がゆみ子に生命保険をかけようとしているという情報を聞くなど、やはり志保を信用できないと感じていた亜紀子だったが、ある夜中、志保から突然「ゆみ子が殺される！　あんたにもらった人形……消えてしまう……」という電話を受ける。以前ゆみ子にあげたイタリア製でブロンド髪の人形のことだろうか？　わけがわからぬままとりあえず駆けつけたところ、亜紀子を迎えたのは密室状態の部屋の中で「ゆみ子をお願いします」という走り書きと共に薬で意識を失った志保であった。ゆみ子は無事で、傍らには人形もいたが、”アン”と書かれていたはずの人形の赤いペンダントはなぜか”メアリー”に変わっていた。結局そのまま志保は帰らぬ人となり、ゆみ子は志保の母の元へ引き取られることになる。
一方、博多署の巽志郎捜査一課警部補は、管内で発生した「ホテル玄海」で泊り客である谷口健策が殺された事件や、そのホテル社長の蟻川国光が変死した事件を追っており、重要参考人となる男についてアリバイ証言をしているのがバー「あざみ」のホステス・後藤ユミ（＝神崎志保）であることをつかんでいた。志保の自殺を知った巽は担当刑事の真田実に自殺現場の詳細を聞きに行き、発覚のきっかけとなった亜紀子の名前を初めて聞く。
亜紀子はゆみ子に会えなくなった空虚感と、志保の自殺について悩み続けていたが、やはり死んでからすら志保の人間性を信じきれず、自殺ではなくあの以前見た男に殺されたのではないかと考え、男の素性を調べ始める。

## 登場人物

### 『婦人文化』編集室
呉服町から少し海寄りの古い貸ビルの一室にある。「婦人文化」はタブロイド版8ページの月刊誌で元々は婦人会の機関紙だったが、10年の歴史がある。女性ばかり7人で取材している。
砂見 亜紀子（すなみ あきこ）
婦人会機関紙『婦人文化』の記者で、入社以来「かの女の姿勢」シリーズを担当している。かなりの美貌をもつ26歳。学生時代と新聞社勤務で計8年間東京にいたが、上司の部長との不倫が社内の噂となり、郷里の福岡に戻ってきた。6畳の寝室にダイニングキッチン付きのアパートに独り暮らし。結婚願望はないが、子供は好きで欲しいと思っている。両親はすでに亡くなっているが、久留米に大学助教授の兄がいる。
松角 いつ子（まつずみ いつこ）
「婦人文化」編集長。50代半ば。強い九州訛りがある。思ったことをすぐに口に出すが、根に持たない。
林 君江（はやし きみえ）
「婦人文化」創刊以来の記者。おとなしい女房役といった感じ。50代半ば。

### 九州医科大学付属病院
神崎 ゆみ子（かんざき ゆみこ）
九州医科大学付属病院の小児科病棟のはずれの部屋に入院する重症の心室中隔欠損をもった赤ちゃん。知能の発育が早い。
神崎 志保（かんざき しほ） / 後藤 ユミ（ごとう ゆみ）<源氏名>
ゆみ子の母。伴侶はおらず、福岡市比恵本町でゆみ子と2人で暮らしている。色が浅黒く、小柄で痩せており、頬骨は突き出て眼は鳥のように落ち窪み、少ない髪の毛を真ん中で分けて肩のあたりまで垂らしている。夜はバー「あざみ」で働いている。源氏名の”後藤”は、ずっと以前に1度結婚した時の苗字。
原木 冴子（はらき さえこ）
九州医科大学付属病院研究室に所属する小児科の医師で、ゆみ子を担当している。専門は小児心臓病。35歳。九州医大卒業で、ハーバード大学研究室に2年留学した経験もある。張りのある大きな瞳と厚い唇をしており、小柄。既婚者で夫も同じ病院の心臓外科医。小学生の息子がおり、自身の留学時にはアメリカの学校に通わせた。

### 警察関係者
博多署
巽 志郎（たつみしろう）
博多署捜査一課警部補。警部補になって3年目の40歳。長身。穏健で気が長く、受け口と穏やかな眼差しでやわらかな印象を人に与え、どこをどう見ても刑事の印象は無いが、人一倍正義感が強い。子供がいない代わりに今年成人式を迎えた甥を息子同様に可愛がっている。実は10年以上前に男の子を儲けたが、未熟児で1歳を迎える前に亡くなってしまった。
山本（やまもと）
博多署パトロール部隊の刑事。
香月（かづき）
博多署若手刑事。
内田（うちだ）
博多署の部長刑事。小柄で頭は禿げ上がり、一癖ある感じ。しかし捜査にはいつも執拗なまでの熱意を示す。
木下（きのした）
博多署警部補。
迫水（さこみず）
博多署捜査一課長。普段は磊落で若い刑事を相手にダジャレを飛ばす。禿げ上がった広い額をしている。カラリとした口調が持前。
福岡県警
田辺（たなべ）
福岡県警捜査一課長。
真田 実（さなだ まこと）
福岡県警部長刑事。志保の自殺事件の時にやってきた背の高い中年刑事。気が短い。
別府署
鶴見（つるみ）
別府署警部補。

### 「ホテル玄海」関係者
蟻川 国光（ありかわ くにみつ）
「ホテル玄海」の社長。「ホテル玄海」の他にも博多駅地下にスナックバー「グッピー」を経営している。65、6歳。小柄でほとんど笑顔を見せない。亡くなった先妻との間に梨枝より2つ年下の娘・文子がいる。かなりの我儘で身内に対してはワンマンだったが、外部では社交上手で通っていた。対馬小路にある白壁の瀟洒な洋館に住んでいる。
朝飲むことが日課だった牛乳に入っていた青酸カリによって死亡する。
楠 信一郎（くすのき しんいちろう）
「ホテル玄海」の支配人。社長である蟻川国光の甥（蟻川の妹の子供）。32歳。顔立ちは上品でキリッと冴えた目には怜悧そうな光があるが、胆嚢に持病があり、痩せぎすで普段から顔色が冴えない。両親が早くに亡くなったため、国光の世話で大学を出て、ホテルに勤めるようになった。
蟻川 梨枝（ありかわ りえ）
国光の妻。32歳。前の夫とは死別しており、国光とは4年半程前に再婚した。子供はいない。国光と先妻との娘である文子に対しては特に義母らしい心遣いもしないが、悪口も言わない。シミ一つない陶器のような沈んだ小麦色の肌をしており、見た目は上質な細工のフランス人形のようだが、身体が弱く、不眠症で睡眠薬を常用している。水彩画の稽古に通っている。
伊能 文子（いのう ふみこ）
現在は別府の雅範の許に嫁いでいる国光と先妻の間の娘。30歳。梨枝とは違う部類の美人で、派手やかな雰囲気。自分と2歳しか変わらない父の後妻である梨枝のことが気に食わず、ひと月に1回実家を訪れては批判めいたことを口にし、梨枝と楠の仲も疑っている。
伊能 雅範（いとう まさのり）
文子の夫で伊能建商社長。35、6歳。がっしりとした体つきの大男で、いかにも田舎の建築屋のおやじのような風貌。服装や持ち物には無頓着。質実剛健タイプで、国光のことは苦手。上の子は幼稚園に通っている。
坂本 竜平（さかもと りゅうへい） / 木村 達也（きむら たつや）<偽名>
スナック「グッピー」のコック。最初は「ホテル玄海」で事務の仕事についていた。伊能の会社で先代から働いている専属大工の息子ということで雅範の紹介で雇ったが、店の金を使い込んだり、金銭トラブルがあると噂されて素行が良くなかった。しかし楠は「気の小さい、嘘のつけない男」であると評している。痩せていて背が高い。人形町のアパートに住んでいる。
亜紀子に対しては偽名を名乗る。
吉田 サキ子（よしだ さきこ）
蟻川家に仕えて3年目のお手伝い。17,8歳。むきたてのゆで卵のような肌で体格が良く、太い三つ編みを背まで垂らしている。対馬出身。

### その他
谷口 健策（たにぐち けんさく）
52,3歳の肥満体の男。「ホテル玄海」の一室で浴衣姿で殺されていた。九州電機販売株式会社・宮崎支店長8年目。妻と高校・中学の息子がいる。酒は強い方。出世の野心より個人的な快楽を追求することに熱心。
殿村（とのむら）
谷口の部下。背が低く、丸顔で小太り。24,5歳。
清水 ちづ子（しみず ちずこ） / 菊地 正子（きくち まさこ）<偽名>
谷口の愛人。20歳、A型。母子家庭に育ち、母・時子（ときこ）は宮崎市内で小さな宝石店を営む。父親も10年以上前に他界しているため、甘やかされ放任主義で育った。高校卒業後、志望の美術大学受験に失敗し、母親の店を遊び半分で手伝う。華奢な体つき、おかっぱのような髪型で前髪を眉が隠れるまで長く垂らすなど、美人ではなく一風変わった顔立ちをしている。性格は我儘で内攻的。
谷口が殺された部屋を見たいと偽名を使って「ホテル玄海」へやって来る。
藤枝（ふじえだ）
志保の家に出入りする同和生命福岡支社の外交員。
佐伯（さえき）
西部日本テレビ福岡支局のディレクター。西部日本テレビとタイアップした料理講習会の企画で亜紀子と知り合い、飲みに行ったりドライブをしたりする仲だが、実は中学になる2人の息子の親。恰幅が良く、声は若々しい。太縁の眼鏡をかけている。
宮川 昇（みやがわ）
志保の義理の父。

## 書評
詩人の郷原宏は「世界に誇る日本の作家・夏樹静子のすべてはこの処女作に凝縮されており、文芸評論家の亀井勝一郎が”作家は処女作に向かって成熟する”とかつて述べたように、夏樹静子はこの作品に向かって成熟し続けている」と評価している。
書評家の藤田香織は、この作品を小学5年生の時に母親の鏡台にあったのを見つけて内緒で読んだ最初の夏樹作品であると明かしているが、当時は自分の子供を嫌う母親が登場するような本を自分の母親が読んでいたことが怖くて最後まで読めなかったという。しかしそのことは決して忘れられない記憶として残っており、自分が当時の母親と同じ年齢になった時に、頭の隅に残っていた“天使”というキーワードで作品を探し出し、再読した。そして、「きちんと読んでみると、重層的で胸に迫る結末が用意されている。」「何よりも、四半世紀近くの歳月を経て今なお色褪せない表現と、揺るぎのない視点に驚かずにはいられない。」と、大人になって改めて気づいた夏樹作品の魅力について言及している。

## 書籍情報
- 単行本：講談社、1970年4月
- 文庫：講談社文庫、1975年6月15日、ISBN 4-06-136026-4
- 文庫：光文社文庫、1999年4月20日、ISBN 978-4-334-72800-7、解説：郷原宏

## テレビドラマ

### 1973年版
8月25日から9月29日まで、日本テレビ系列の「土曜日の女シリーズ」枠で放送。全6回。
キャスト
- 砂見 亜紀子 - 日色ともゑ
- 神崎 志保 - 太地喜和子
- 佐伯 徹也 - 森本レオ
- 厚木（教授） - 臼井正明
- - 佐藤慶
- - 高原駿雄
- - 加藤嘉

スタッフ
- プロデューサー - 小坂敬
- 脚本 - 石松愛弘
- 音楽 - 大野雄二
- 監督 - 恩地日出夫
- 制作 - ユニオン映画

| 日本テレビ系列 土曜日の女シリーズ                               | 日本テレビ系列 土曜日の女シリーズ                        | 日本テレビ系列 土曜日の女シリーズ                               |
| 前番組                                                          | 番組名                                                   | 次番組                                                          |
| --------------------------------------------------------------- | -------------------------------------------------------- | --------------------------------------------------------------- |
| 殺意を呼ぶ海 （原作：アンドリュー・ガーヴ） （1973.7.7 - 8.18） | 天使が消えていく （原作：夏樹静子） （1973.8.25 - 9.29） | 恋人たちへの鎮魂歌 （開局20周年記念番組） （1973.10.6 - 11.10） |

### 1978年版
11月4日に「女弁護士 朝吹里矢子」シリーズ第2弾「天使の証言・女弁護士朝吹里矢子」のタイトルでテレビ朝日系列の「土曜ワイド劇場」にて放映。
キャスト
- 朝吹 里矢子 - 十朱幸代
- 朝吹 敏江 - 丹阿弥谷津子
- 風見 志朗 - 小倉一郎
- 吉村 サキ - 坂本スミ子
- 薮原 勇之進 - 鶴田浩二
- - 小林千登勢
- - 桑山正一
- - 吉野佳子

スタッフ
- 原作 - 夏樹静子「星の証言」「天使が消えていく」
- プロデューサー - 佐伯明（東映）
- 脚本 - 宗方寿郎
- 音楽 - 大野雄二
- 選曲 - 鈴木清司
- 監督 - 井上昭
- 制作 - テレビ朝日、東映

### 1982年版
9月23日、よみうりテレビ制作、日本テレビ系列の「木曜ゴールデンドラマ」にて放映。
キャスト
- 砂見 亜紀子 - 和泉雅子
- 神崎 志保 - 秋吉久美子
- - 小池朝雄
- - 横内正

スタッフ
- 脚本 - 重森孝子
- 監督 - 森﨑東
- 制作 - 福岡放送、よみうりテレビ、三船プロダクション

### 2010年版
10月30日、朝日放送（ABC）制作、テレビ朝日系列の「土曜ワイド劇場」にて「夏樹静子作家生活40周年記念作」と銘打って放映。
キャスト
- 砂見 亜紀子 - 賀来千香子
- 巽 四郎 - 西郷輝彦
- 神崎 志保 - 京野ことみ
- 神崎 ゆみ子 - 溝口千世（幼少期：後井梨花）
- 楠 信一郎 - 大浦龍宇一
- 蟻川 国光 - 長門裕之
- 蟻川 梨枝 - 洞口依子
- 伊能 文子 - 中島ひろ子
- 神崎 昇 - 渋谷天外
- 谷口 善策 - 妹尾和夫
- 坂本 龍平 - 柄谷吾史
- 内田（刑事） - 中川浩三
- 長谷川（刑事） - 稲健二
- 戸田（医師） - 徳田尚美
- 伊能 雅範 - 前田耕陽
- 松角史江 - 五十嵐めぐみ
- その他 - 炭釜基孝、川上哲、浜口望海、浦川泰幸（ABCアナウンサー）、喜多ゆかり（ABCアナウンサー）　ほか

スタッフ
- 脚本 - 坂上かつえ
- 監督 - 内片輝
- 技術協力 - アイネックス、ハートス、メディアハウスサウンドデザイン、ブル
- 美術協力 - 思巧堂、つむら工芸、クラフト、高津商会、京阪商会、東京衣裳、ビーム、百花園、ジー・マックス
- 機材協力 - 大阪スクールオブミュージック専門学校
- ロケ協力 - 神戸フィルムオフィス、ひょうごロケ支援ネット　ほか
- プロデューサー - 森山浩一、岸岡孝治、小橋智子、篠原茂
- 製作 - 朝日放送、テレパック

| テレビ朝日系 土曜ワイド劇場 | テレビ朝日系 土曜ワイド劇場                                  | テレビ朝日系 土曜ワイド劇場                                            |
| 前番組                      | 番組名                                                       | 次番組                                                                 |
| --------------------------- | ------------------------------------------------------------ | ---------------------------------------------------------------------- |
| 事件（14） （2010.10.23）   | 夏樹静子作家生活40周年記念作 天使が消えていく （2010.10.30） | 京都南署鑑識ファイル 「狙われた映画女優 連続殺人の罠!!」 （2010.11.6） |